# Copa Nacional Renault
La Copa Nacional Renault de circuitos fue el campeonato de carreras en circuitos de velocidad más longevo de España al permanecer con reglamento nacional propio desde 1969 hasta 2020. Fue la primera copa nacional monomarca de automovilismo española y estuvo organizada durante gran parte de su historia por FASA-Renault y Renault Sport España. 
Actualmente y como sucesoras se disputan la Clio Cup Series - Clio Cup España organizada por Alpine Racing Francia con un calendario europeo y la Copa Clio España organizada por V-Line y Driveland con un calendario nacional.

## Historia

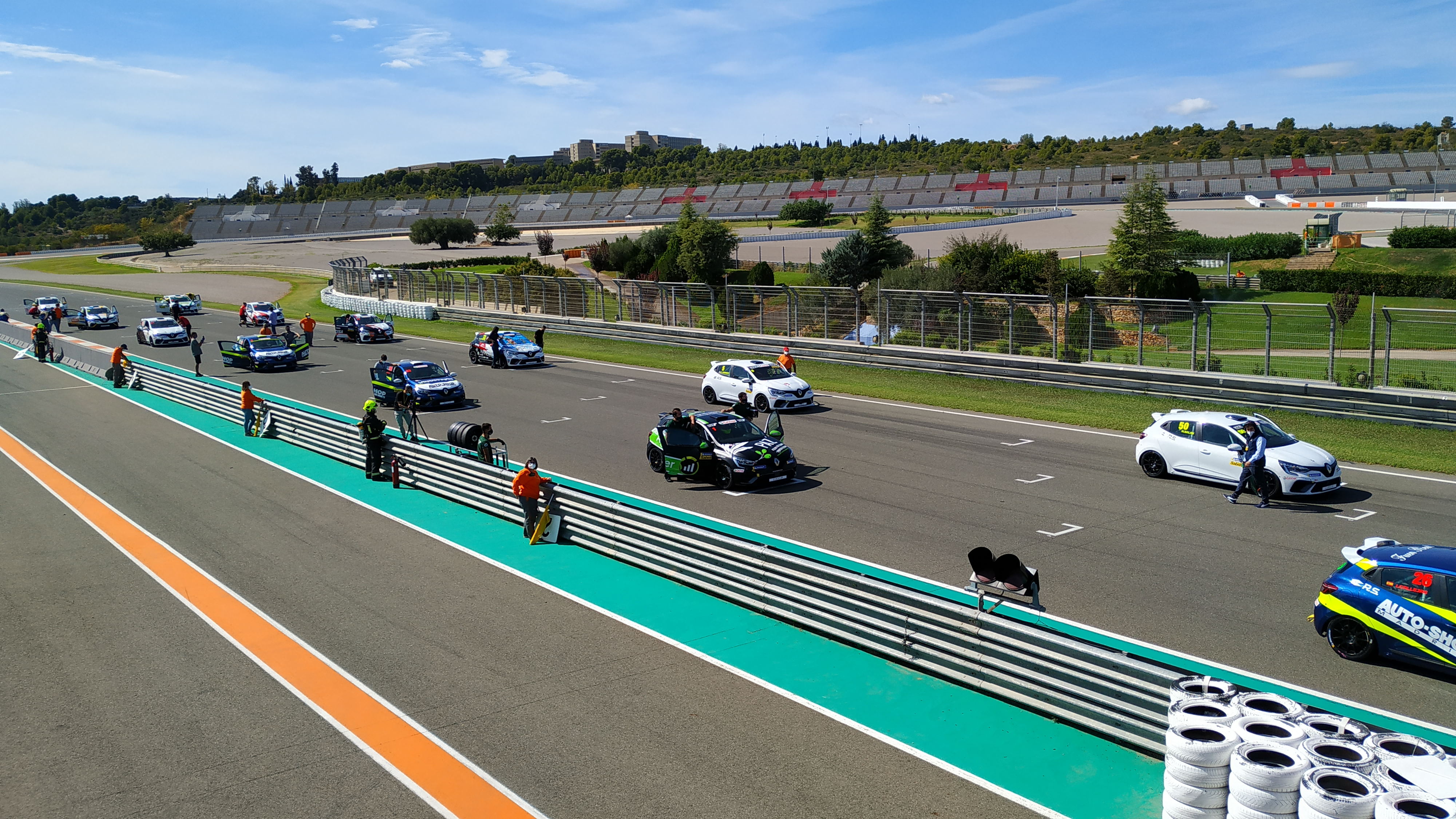
Parrilla de la Clio Cup Spain (2020)

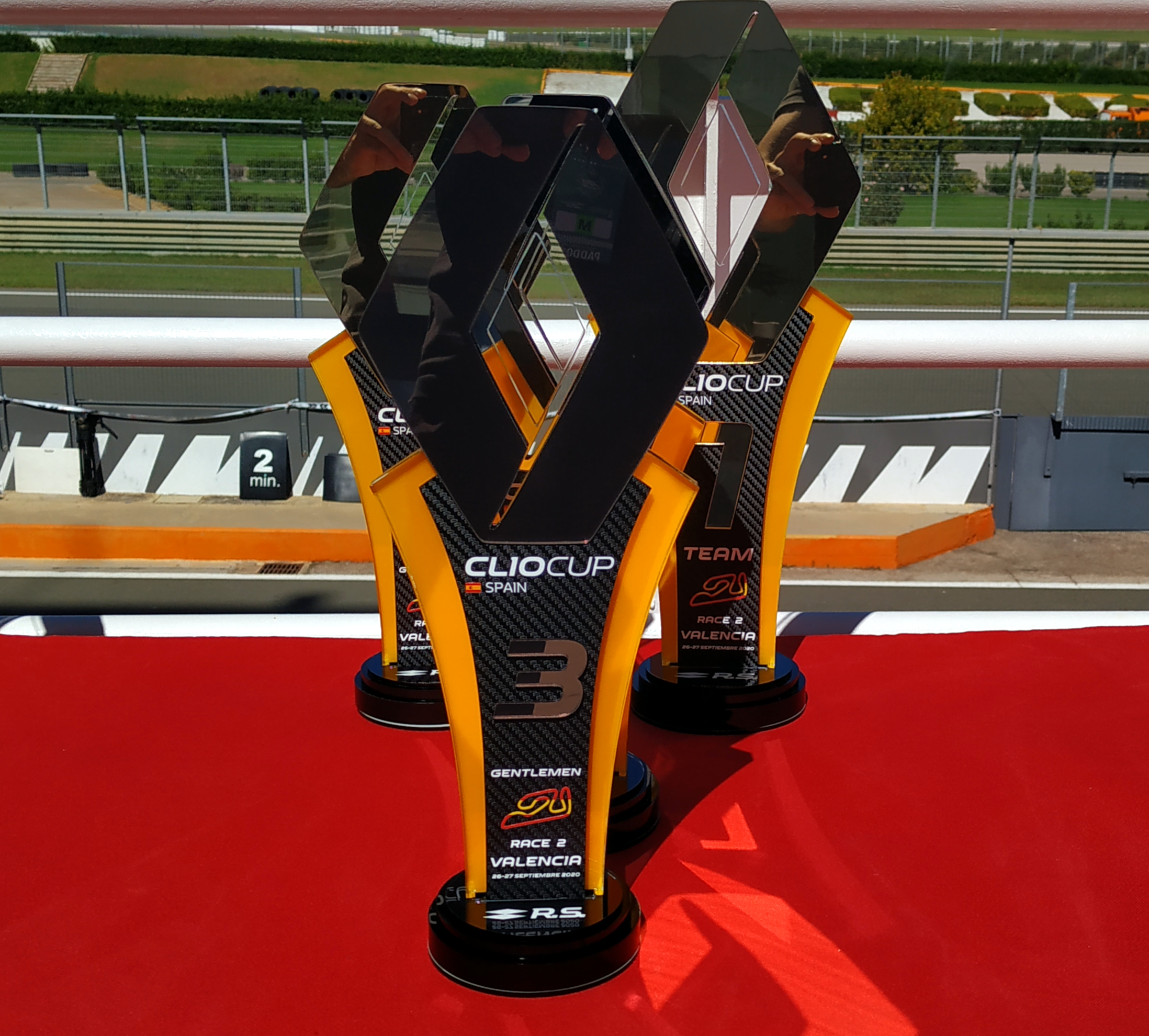
Trofeos de la Clio Cup Spain en la ronda del Circuit Ricardo Tormo (2020)

En España, donde el Renault 8 básico se comercializaba con éxito desde 1963 pero el Gordini 1300 no se distribuía, FASA-Renault decidió producir el Renault 8 S francés en Valladolid para poner en el mercado una opción deportiva. El resultado final fue el Renault 8 TS, con apariencia de Renault 8 Gordini 1300 y con el motor del Alpine A110-1100. El R-8 TS, como fue conocido popularmente, ofrecía de serie tres puntos fuertes: un motor excelente, un comportamiento deportivo y una decoración atractiva, lo que lo hacía especial una vez recién salido de la cadena de montaje. Este rápido modelo se presentó el 22 de octubre de 1968 en el circuito del Jarama, en unos momentos en que en España había pocas ofertas deportivas asequibles, casi solo el Seat 850 Coupé y el Mini 1275C, por lo que una berlina de 4 puertas con prestaciones y estilo deportivo venía a cubrir un nicho de mercado casi inexistente (solo ocupado por el MG 1300, mucho más caro).
Poco después del lanzamiento de su modelo deportivo, FASA-Renault inició una serie de conversaciones con la FEA y consiguió que ésta se encargara de organizar y dirigir un nuevo campeonato destinado a "revelar y promocionar nuevos valores para el automovilismo". En mayo de 1969 se anunció la creación de la Copa TS, avalada por el éxito alcanzado por campeonatos similares en otros países, como la Copa 8-Gordini francesa o la Copa de Debutantes brasileña, disputada con automóviles Dauphine-Gordini y donde empezó a destacar Emerson Fittipaldi. Hasta entonces, participar con garantías de éxito en una carrera automovilística en España solo estaba al alcance de unos pocos pilotos con un alto poder adquisitivo, capaces de adquirir un caro deportivo del tipo Porsche, Alfa Romeo, Abarth, Alpine o similar. Por ello, su reglamento inaugural que contaba con once artículos, incluía una lista de pilotos españoles consagrados, que no podían participar en este campeonato, para facilitar el acceso de pilotos noveles y aficionados. La primera carrera se disputó en el circuito del Jarama el 14 de junio de ese mismo año, 1969, y el ganador en fue Miguel López tras recorrer las 15 vueltas al circuito a una media de 89.131 km/h. La vuelta rápida fue para el conocido piloto de motociclismo Salvador Cañellas, quien terminó ganando la Copa ese año.
La copa de circuitos se mantuvo muy sana durante muchos años, aunque con polémicas relacionadas con los vencedores finales durante todos los 80 y los 90 debido a reclamaciones técnicas y apelaciones relacionadas. Fasa-Renault estuvo al cargo de la competición hasta 1994, (año en que fue reconvertida a Renault España) y durante más de 25 años publicó la revista trimestral "Motor Joven", que siguió de cerca la evolución de las Copas. En 1998 y debido al 30 aniversario, Renault reforzó su inversión económica e introdujo por primera vez un cambio de nombre sin afectar al reglamento (de Copa Nacional Renault Mégane a Super Copa Mégane), dos carreras puntuables por ronda y la Challenge Junior, destinada en ese momento a los pilotos menores de 23 años. Siguiendo con grandes números de inscripción llegado el nuevo milenio, la Crisis económica española (2008-2014) golpeó a la serie al desaparecer sus primas de inscripción y gran parte de sus premios económicos. La copa se mantuvo en marcha gracias a la afluencia progresiva de pilotos extranjeros (sobre todo franceses), a aquellos pilotos nacionales fieles a la marca y a la adopción de su organización por parte de V-Line y Codony Sport.
Tras la conversión del departamento europeo de Renault Sport a Alpine Racing en 2021, las diferentes copas clio nacionales aún activas por europa se unificaron para formar la Clio Cup Europa, bajo un único reglamento internacional FIA. En 2022 se vuelven a reunificar dentro de la Clio Cup Series y para la división española pasaron a puntuar sólo aquellos pilotos que disponían de licencia nacional, cosa que no volvió a repetirse en 2023. En 2024 Vline y Driveland se unen para crear una nueva copa española independiente de la francesa/europea para facilitar una opción más barata y cómoda a los pilotos españoles para correr con los Clio de quinta generación, contando de nuevo con reglamento nacional.

### Otros campeonatos
Desde 1974 y hasta 1996 se disputó también una copa complementaria de promoción llamada Copa Nacional Renault Iniciación, destinada a dar cabida a pilotos más jóvenes o inexpertos que en la serie superior, y a aliviar los números de inscritos de la hermana mayor. Normalmente en la Iniciación, los pilotos corrían con un coche ligeramente inferior en prestaciones y coste respecto a la copa principal. En 1987 y hasta 1995 se creó la Copa Nacional Renault de Rallyes con propósito similar a la categoría de circuitos pero en el mundo de los Rallyes nacionales. Entre el 2000 y 2003, y entre 2008 y 2010 se disputó la Copa Clio Renault Sport de Rallyes. A partir de 2011 y hasta 2014 pasó a correrse la Challenge Renault Twingo Sport R2, desde 2015 se disputa la Dacia Sandero Rally Cup (en 2013 y 2014 el certamen fue regional) y desde 2020 el Clio Trophy Spain.

## Formato
Hasta 2019
Cada ronda solía constar de:
- Una sesión de entrenamientos libres de mínimo 40 minutos o dos de 30 minutos.
- Dos sesiones de entrenamientos oficiales de una duración mínima de 20 o 25 minutos.
- Dos carreras de un mínimo de 25 minutos + 1 vuelta.
- Sistema de puntuación

| Posición | 1º | 2º | 3º | 4º | 5º | 6º | 7º | 8º | 9º | 10º | 11º | 12º | 13º | 14º | 15º | T1 | T2 | VR |
| -------- | -- | -- | -- | -- | -- | -- | -- | -- | -- | --- | --- | --- | --- | --- | --- | -- | -- | -- |
| Puntos   | 30 | 26 | 22 | 19 | 16 | 14 | 12 | 10 | 8  | 6   | 5   | 4   | 3   | 2   | 1   | 2  | 1  | 2  |

Actual (2024)
- Dos sesiones de entrenamientos libres de 30 minutos.
- Dos sesiones de entrenamientos oficiales de 15 minutos.
- Dos carreras de un mínimo de 28 minutos + 1 vuelta.
- Sistema de puntuación

| Posición | 1  | 2  | 3  | 4  | 5  | 6  | 7  | 8  | 9  | 10 | 11 | 12 | 13 | 14 | 15 | 16 | 17 | 18 | 19 | 20 |
| -------- | -- | -- | -- | -- | -- | -- | -- | -- | -- | -- | -- | -- | -- | -- | -- | -- | -- | -- | -- | -- |
| Puntos   | 50 | 42 | 36 | 33 | 30 | 27 | 24 | 22 | 20 | 18 | 16 | 14 | 12 | 10 | 8  | 6  | 4  | 3  | 2  | 1  |

## Palmarés

### Copa Nacional Renault
| Año  | Campeón Copa Nacional     | Campeón Copa Iniciación  | Challenge Femenina         |
| ---- | ------------------------- | ------------------------ | -------------------------- |
| 1969 | Salvador Cañellas         |                          |                            |
| 1970 | Gerardo Van Dulken        |                          |                            |
| 1971 | Juan G. de la Rasilla     |                          |                            |
| 1972 | Juan Ignacio Villacieros  |                          |                            |
| 1973 | Juan Escavias de Carvajal |                          |                            |
| 1974 | Jaime Villacieros         | Rafael de Juan           |                            |
| 1975 | Ricardo García Galiano    | Arturo de Onís           |                            |
| 1976 | José A. Sasiambarrena     | Pedro Galera             |                            |
| 1977 | Arturo de Onís            | Paco Larrey              |                            |
| 1978 | Fermín Sánchez            | Luis Villamil            |                            |
| 1979 | César Hernández           | Alberto González         |                            |
| 1980 | Luis Pérez Sala           | José Luis Llobell        |                            |
| 1981 | Luis Villamil             | Rafael Ochoa             | Mª José Martín             |
| 1982 | Rafael Ochoa              | Carlos Sainz             | Mª José Martín             |
| 1983 | Carlos Sainz              | Alfonso Casado           | Helena Hernández           |
| 1984 | Jesús Díez Villarroel     | Gustavo Durán            | Mercedes Rueda             |
| 1985 | Javier Moreno             | Iñigo Maguregui          | Mª José Revaldería         |
| 1986 | Antonio Castro            | Henrique Marqués         | Mª José Revaldería         |
| 1987 | Manuel Ayuso              | Luis Rodríguez Astudillo | Mª José Revaldería         |
| 1988 | Tomás Saldaña             | David Arias              | Ana Barbero                |
| 1989 | Enrique Codony            | Enrique de la Puente     | Ana Vicente-Arche          |
| 1990 | Eduardo de Aysa           | Bertrand Tramont, jr     | Ana Vicente-Arche          |
| 1991 | Enrique de la Puente      | Juan Carlos Delgado      | Maribel Bermúdez de Castro |
| 1992 | Pablo Irizar              | Iván Rodríguez           | Maribel Bermúdez de Castro |
| 1993 | Ignacio Hervás            | Alfredo Mesalles         |                            |
| 1994 | Iván Rodríguez            | Diego Aznar              |                            |
| 1995 | Nicolás Arribas           | Guillermo Paniagua       |                            |
| 1996 | Leonardo Sabán            | Rafael Villanueva        |                            |
| 1997 | Victor Sáez               |                          |                            |
| 1998 | Javier Mora               |                          |                            |
| 1999 | Alberto Hevia             |                          |                            |
| 2000 | Alfredo Mostajo           |                          |                            |
| 2001 | Luis Miguel Reyes         |                          |                            |
| 2002 | Iván Portolés             |                          |                            |
| 2003 | Òscar Nogués              |                          |                            |
| 2004 | Álvaro Rodríguez          |                          |                            |
| 2005 | Juan Miguel Larios        |                          |                            |
| 2006 | Luis Calleja              |                          |                            |
| 2007 | Fernando Navarrete        |                          |                            |

| Año  | Campeón Copa Nacional   | Challenge Junior   | Challenge Femenina | Challenge Senior/Amateur | Challenge Preparadores | Challenge Rookies |
| ---- | ----------------------- | ------------------ | ------------------ | ------------------------ | ---------------------- | ----------------- |
| 2008 | Antonio de la Reina     | Iván Velasco       | Marta Suria        |                          |                        |                   |
| 2009 | Gonzalo M. de Andrés    | Iván Velasco       | Raquel Morera      |                          | Dale Gas               |                   |
| 2010 | José M. de los Milagros | ?                  | Raquel Morera      | ?                        | Dale Gas               |                   |
| 2011 | José M. de los Milagros | Azor Dueñas        | Raquel Morera      | José Carvalho            | ?                      |                   |
| 2012 | Marc Guillot (MN)       | Salvatore Arcarese | Marta Suria        | Santi Navarro            | Milan Compétition      |                   |
| 2013 | Nicolas Milan (MN)      | David Cebrián      | Marta Suria        | Jacobo García            | ?                      |                   |
| 2014 | Marc Guillot (MN)       | David Cebrián      |                    | Jacobo García            | Milan Compétition      | Fabio Mota        |
| 2015 | Rafa Villanueva         | Mikel Azcona       | Carlos Estéban     | Milan Compétition        | Alfonso Sangrador      |                   |
| 2016 | Eric Trémoulet (MN)     | José Mª González   | Joaquín Rodrigo    | Vic'Team                 | Olivier Jouffret       |                   |
| 2017 | Álex Royo               | Jéremie Lesoudier  | Arturo Espuny      | Team VRT                 | no otorgado            |                   |
| 2018 | Nicolas Milan (MN)      | Dorian Gundenfels  | Joaquín Rodrigo    | GPA Racing               | Marc de Fulgencio      |                   |
| 2019 | David Pouget (MN)       | James JJ. Ross     | Joaquín Rodrigo    | GPA Racing               |                        |                   |
| 2020 | Nicolas Milan (MN)      | Isidro Callejas    | Javier Cicuéndez   | Milan Compétition        |                        |                   |

### Clio Series (Reglamento FIA)
Organizadores: Alpine Racing y Driveland Events 
| Año  | Campeón               | Challenger       | Gentleman         |
| ---- | --------------------- | ---------------- | ----------------- |
| 2021 | Nicolas Milan (MN)    | Alexandre Albouy | Stephan Polderman |
| 2022 | Álex Royo             | Nico Abella      | Fabien Julia      |
| 2023 | Adrián Schimpf        | Adrián Schimpf   | Jérémy Bordagaray |
| 2024 | Damiano Puccetti (MN) | no otorgado      | Samuel Chaligne   |
| 2025 |                       |                  |                   |

### Copa Clio España
| Año  | Campeón     |
| ---- | ----------- |
| 2024 | Nico Abella |
| 2025 |             |

### Copas de Rallyes
| Año  | Piloto          |
| ---- | --------------- |
| 1987 | Gustavo Trelles |
| 1988 | José Piñón      |
| 1989 | Francisco Cima  |
| 1990 | Francisco Cima  |
| 1991 | Francisco Cima  |
| 1992 | Javier Azcona   |
| 1993 | Javier Azcona   |
| 1994 | Javier Azcona   |
| 1995 | Javier Azcona   |

| Año  | Campeones     |
| ---- | ------------- |
| 2000 | Alberto Hevia |
| 2001 | José Piñón    |
| 2002 | Alberto Hevia |
| 2003 | Javier Azcona |
| 2008 | Joan Vinyes   |
| 2009 | Joan Vinyes   |
| 2010 | Miguel Arias  |

| Año  | Campeones                                |
| ---- | ---------------------------------------- |
| 2015 | Alberto Monarri - Rodrigo Sanjuán        |
| 2016 | Javier Bouza - Ivan Bouza                |
| 2017 | Antón Pérez - David Fernández            |
| 2018 | José Álvarez Celis - Dessiré García      |
| 2019 | David Quijada - David Fernández          |
| 2020 | Germán Leal - David Fernández            |
| 2021 | Víctor Navarro - Irene Vera              |
| 2022 | Ángel Rodríguez - Diego Rodríguez</small |
| 2023 | Oliver Martín - Rubén González           |

| Año       | Campeones                           |
| --------- | ----------------------------------- |
| 2016      | Surhayen Pernía - Carlos del Barrio |
| 2017      | Francisco Cima - Diego Sanjuán      |
| 2018      | Javier Bouza - Ivan Bouza           |
| 2020      | Jorge Cagiao - Amelia Blanco        |
| 2021      | Jorge Cagiao - Amelia Blanco        |
| 2022      | Miguel García - Osel Román          |
| 2023 Asf. | Alejandro Martín - Aday Ortíz       |
| 2023 Tie. | Ramón Cornet - Daniel Noguer        |
| 2024 Asf. | Juan C. Fernández - Oscar Arranz    |
| 2024 Tie. | Aritz Iriondo - Joseba Sánchez      |